# Fièvre intermittente
Les fièvres intermittentes étaient autrefois assimilées à une ou plusieurs maladies qui s'opposaient aux fièvres d'un seul tenant ou fièvres continues. Elles désignaient toutes les maladies caractérisées par des accès fébriles répétés et séparés par des périodes sans fièvre (dite « périodes d'apyrexie ») de plusieurs jours. 
À l'époque moderne, une fièvre intermittente est un syndrome particulier posant un problème de diagnostic dans le cadre plus large des fièvres prolongées inexpliquées.

## Histoire

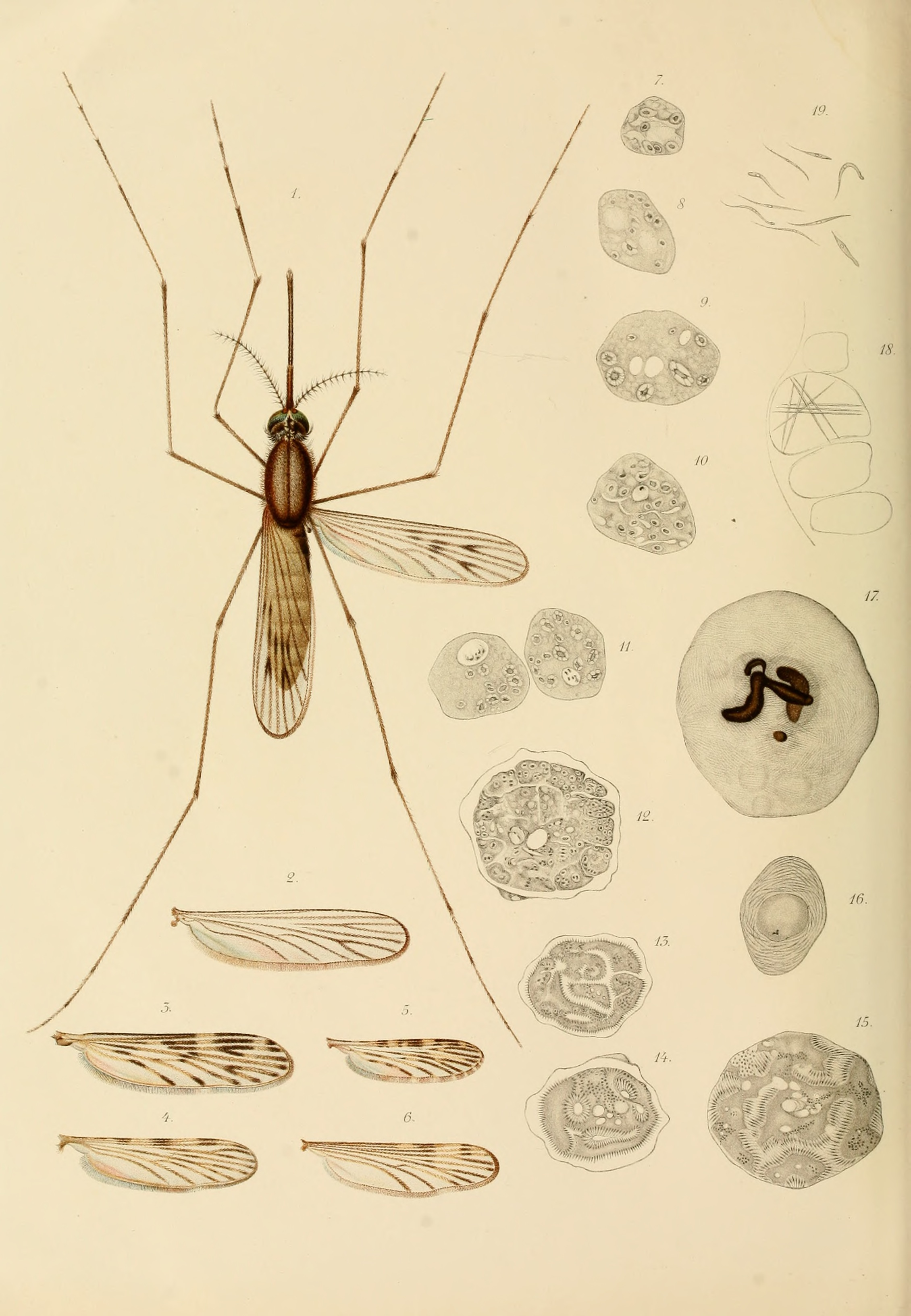
Panneau 5 de « Studi di uno zoologo sulla malaria » (étude d'un zoologiste sur la malaria) paru en 1901, par Giovanni Battista Grassi.

Historiquement le terme fièvre intermittente était souvent utilisé comme synonyme de malaria.
Hippocrate évoque les symptômes de fièvres intermittentes qu'il lie à certaines conditions climatiques et environnementales, en les divisant en plusieurs types dont les trois principaux sont febris tertiana (tous les trois jours, dite « fièvre tierce »), quartana (tous les quatre jours, dite « fièvre quarte »), et quotidiana ou continua (maintenant appelée tropica), et beaucoup d'autres (quintane, septane, octane et nonante...). Ce premier savoir est issu d'observations mais aussi imprégné de spéculations numérologiques.
Depuis le XVIIIe siècle, pour les traités de médecine, les fièvres intermittentes correspondent à un symptôme assez grossier. Les médecins, intrigués, furent sans autre moyen descriptif pour diagnostiquer des maladies qui pouvaient produire cet effet, et causaient souvent des ravages dans la population.
Dans son système de nosologie, François Boissier de Sauvages fait de la fièvre une deuxième classe de maladie, où les fièvres intermittentes représentent un ordre divisé en 4 ou 5 genres constitués chacun de 40 à 60 espèces ou variétés.
À titre d'exemple, l'épidémie de Groningue (en) qui se fit jour en 1826 à Groningue et fut à ce point létale que maitriser de tels fléaux est devenu priorité du corps médical. L'étude de ce type de fièvre suscite la rédaction de mémoires et essais comme celui de Samuel George Morton (entre autres).
Cette croyance dans une maladie distincte s'estompe, lorsque François Broussais attribue en 1816 à toute fièvre une lésion inflammatoire localisée. Après la distinction de la fièvre typhoïde par Pierre Bretonneau et Pierre-Charles Louis, l'idée qu'une fièvre n'est pas une espèce morbide en elle-même se généralise. Les fièvres, continues ou intermittentes, ne sont pas des êtres concrets que l'on peut déterminer ou classer comme une espèce animale ou botanique. 
La pratique clinique se modifie avec l'utilisation du thermomètre médical. Le médecin allemand Karl August Wunderlich est le premier à comprendre que la fièvre est seulement un symptôme ; il fit la synthèse de cette réflexion scientifique dans son ouvrage majeur publié en 1868 (traduction française en 1872).
Avec les progrès de la microbiologie notamment permis par le microscope, on sait maintenant qu'elles pouvaient être dues par exemple à des maladies infectieuses ou parasitaires telles que la leptospirose, la malaria, ou la tuberculose ou encore des lymphomes ou d'autres maladies aujourd'hui classées parmi les fièvres récurrentes. 
L'avènement des progrès de la médecine moderne au XIXe siècle et de l'hygiénisme pastorien a été suivi d'efforts importants en matière d'hygiène individuelle et collective (réseaux d'égouts, épuration des eaux usées...) et de santé publique, notamment dans les agglomérations urbaines, généralement à l'instigation de l'État.

## Définitions
Il n'existe pas de définition consensuelle de fièvre intermittente. De façon générale, la durée d'une fièvre intermittente dépasse trois semaines, elle survient par épisodes répétés, intermittents, ou récidivants, espacés par des intervalles libres (apyrétiques) variables de quelques jours à plusieurs mois. 
En d'autres termes, toute fièvre qui n'est pas diagnostiquée après trois jours d'hospitalisation (ou après trois consultations) est dite « fièvre inexpliquée », et au bout de trois semaines « fièvre prolongée inexpliquée ». La fièvre intermittente en constitue une forme particulière (20 % des cas de fièvre prolongée inexpliquée). 
Depuis le milieu du XXe siècle, la fièvre intermittente est moins un symptôme (constatation passive) qu'un problème de diagnostic (démarche active dans une situation inexpliquée). Selon les études, les critères d'intervalles libres de fièvre intermittentes peuvent varier, d'au moins 48 heures ou d'au moins 15 jours entre deux accès.

## Causes et mécanismes
Pour la fièvre en général 
Pour un article plus général, voir Fièvre#Mécanismes.

### Fièvres infectieuses
Le caractère intermittent ou récidivant d'une fièvre peut s'expliquer par deux mécanismes principaux, parfois intriqués chez un même sujet : la persistance « cachée » du même agent infectieux sur le site de l'infection, la persistance d'une anomalie locale chez l'hôte avec répétition de l'infection.
Une des situations les plus fréquentes est l'infection sur matériel étranger où des bactéries adhèrent, à l'abri des défenses immunitaires ou des antibiotiques. C'est le cas de corps étrangers ignorés (après traumatisme, intervention chirurgicale), ou introduits (sonde urinaire, cathéter vasculaire, pacemaker, prothèses...),.
Lorsqu'une anomalie locale, liée à l'hôte, entraine des infections à répétition, on parle de fièvre ou d'infection canalaire : par exemple lors d'infection rénale ou urinaire, hépato-biliaire, intestinale... par stase, ou blocage sur un obstacle (calcul) ou une sténose,.
Certaines maladies infectieuses se manifestent comme des fièvres intermittentes. Les endocardites infectieuses sur valve malade se rapprochent des endocardites sur prothèse valvulaire. Les bactéries et parasites plus moins intra-cellulaires sont susceptibles de rester persistants : les plus fréquents sont la tuberculose, les infections à Yersinia enterocolitica, le paludisme. Plus rares sont le sodoku, les borrélioses (fièvre récurrente), les infections à méningocoques (méningoccocémie bénigne ou chronique), l'infection chronique grave par virus d'Ebstein-Barr (syndrome de Purtilo), la maladie de Whipple, la maladie du sommeil d'Afrique de l'ouest.

### Fièvres néoplasiques
Parmi les causes de fièvres intermittentes d'origine inconnue (non diagnostiquées dans les trois semaines), la fréquence des cancers et des hémopathies est estimée entre 4 et 14%. En l'absence d'infection, les cellules tumorales peuvent sécréter des pyrogènes non spécifiques à l'origine d'un syndrome paranéoplasique. Une nécrose tumorale, spontanée ou liée aux traitements, peut induire une fièvre par le même mécanisme.
Plus rarement, une fièvre intermittente peut être due à l'envahissement tumoral de la région hypothalamique et de ses connexions avec le système sympathique. Dans le cas des tumeurs surinfectées, le mécanisme est celui des infections localisées.

### Fièvres inflammatoires
Des maladies ou situations inflammatoires peuvent produire des fièvres intermittentes. Il peut s'agir de maladies génétiques rares qui se manifestent habituellement par une fièvre intermittente, ou de maladies inflammatoires plus fréquentes mais qui se présentent comme une fièvre intermittente de façon plus rare ou occasionnelle.

#### Génétiques
Il s'agit d'un groupe de maladies rares dites maladies autoinflammatoires, dont le chef de file est la maladie périodique. Elles sont liées à des mutations de gènes contrôlant la réaction inflammatoire. Elles se manifestent, entre autres, par des accès fébriles récurrents.

#### Autres maladies inflammatoires
Des vascularites et connectivites sont susceptibles de se présenter avec des poussées fébriles : maladie de Horton, périartérite noueuse, maladie de Wegener, lupus érythémateux, polyarthrite rhumatoïde, maladie de Still.
D'autres sont la maladie de Behcet, la sarcoïdose, la fibrose rétropéritonéale, et des maladies intestinales inflammatoires, surtout la maladie de Crohn.

### Autres causes
Les fièvres médicamenteuses peuvent s'expliquer par un effet pyrogène direct du médicament, par perturbation hypothalamique, ou par un mécanisme de type immuno-allergique. La fièvre disparait après arrêt du médicament suspect. Les médicaments le plus souvent en cause sont cardio-vasculaires, psychotropes, anticonvulsivants, antibiotiques, anticancéreux, hormonaux.
D'autres causes sont vasculaires (thrombose, anévrysmes...), hémolytiques (liées à une hémolyse), ou métaboliques (maladie de Gaucher, maladie de Fabry...).
Les fièvres factices ou simulées se présentent souvent sous forme intermittente. Elles peuvent s'inscrire dans un syndrome de Münchhausen. Les fièvres factices sont plus ou moins graves : du sujet hypochondriaque qui se sent toujours fébrile et qui prend sa température plusieurs fois par jour pendant des semaines ou des mois, à l'enfant qui augmente artificiellement la température (frictions ou exposition du thermomètre à des sources de chaleur), jusqu'à la fièvre auto-induite par auto-inoculation de diverses substances (auto-agression ou équivalent suicidaire).
Il existe aussi une dysrégulation thermique autonome avec un décalage thermique modéré, chez des jeunes femmes, survenant notamment à l'effort, et considérée comme une situation bénigne. 

## Principes de diagnostic
L'examen clinique et les examens complémentaires (dits de débrouillage ou en première intention) sont d'abord ceux de tout état fébrile. Le diagnostic est alors fait dans environ  90 % des cas.
Dans 10 % des cas, l'état fébrile reste inexpliqué après 3 semaines (fièvre prolongée inexpliquée, sous forme intermittente dans 20 % des cas). Il n'existe pas d'algorithme systématique guidant le diagnostic pour toute situation. La démarche diagnostique s'appuie sur deux stratégies simultanées :
- Démarche intuitive : formulation d'une hypothèse dès le premier contact avec le patient, fondé sur la reconnaissance d'un « déjà vu ou déjà connu », ce qui nécessite des connaissances, une grande expérience, et une confiance dans cette approche.
- Démarche hypothético-déductive : formulation d'hypothèses successives orientant les examens selon la probabilité diagnostique (diagnostics les plus fréquents) avec élimination de chaque hypothèse avant de passer à la suivante. Parmi plusieurs hypothèses également probables, on examine d'abord la plus simple à prouver ; ou celle à risque important de complications en cas de retard au diagnostic.

Le plus important est d'identifier à temps une cause curable. Dans le cas de fièvre intermittente, il faut éliminer ou valider en premier lieu, la fièvre chez un sujet immunodéprimé ou splénectomisé, une infection à VIH, ou une infection nosocomiale. 
Dans le cas de situations inexpliquées, la surveillance se base surtout sur la répétition de l'interrogatoire et de l'examen clinique. Des examens complémentaires de seconde intention sont discutés en fonction de chaque cas ; la stratégie étant expliquée au patient, comprise et acceptée par lui.
Dans 5 à 23 % des cas selon les études, l'état fébrile reste inexpliqué. La plupart de ces états sans cause retrouvée disparaissent spontanément, ou alors il n'existe pas d'altération de l'état général. Dans ce dernier cas, il faut savoir se contenter d'une « simple surveillance tranquille » ou « quiet contemplation of the clinical enigma ».
Dans le cas contraire (fièvre avec atteinte grave de l'état général), la mise en œuvre de traitements dits d'épreuve est une décision complexe et à discuter au cas par cas. D'une part, ils sont à éviter autant que possible ou du moins ne pas être utilisés trop tôt, et d'autre part ils ne doivent pas être trop tardifs. Ces traitements font appel à différentes classes de médicaments : antituberculeux, antibiotiques, antiinflammatoires, corticoïdes... utilisés selon les probabilités diagnostiques,.